# Mira Lesmana
Mira Lesmanawati née le 8 août 1964 à Jakarta, est une réalisatrice indonésienne.

## Biographie
Lesmana est né à Jakarta du musicien Jack Lesmana et de sa femme Nien. Son frère cadet est le pianiste de jazz Indra Lesmana. À l'âge de cinq ans, elle entre en maternelle à l'école Cikini ; ses études primaires et secondaires ont été menées dans le même établissement. Enfant, Lesmana voulait être scientifique ou détective et était souvent la première de sa classe. Elle s'est souvenue plus tard que voir George Lucas de Star Wars, épisode IV : Un nouvel espoir (1977) « l'avait fait exploser [son] pieds » et l'avait peut-être inspirée à entrer dans réalisation de films.
Le 14 février 1990, Lesmana a épousé l'ancienne idole des adolescents, l'acteur Mathias Muchus; le couple a deux fils, Galih Galinggis et Kafka Keandre. Au début des années 1990, Lesmana a continué à écrire des chansons, dont certaines pour son frère. et un pour l'album de 1993 de Chrisye

## Carrière
En 1999, Lesmana fait ses débuts au cinéma avec Kuldesak, qu'elle co-réalise avec Riza Mantovani, Riri Riza et Nan Triveni. L'année suivante, elle produit L'aventure de Sherina. À l'époque, le industrie cinématographique indonésienne était en déclin, et plusieurs cinéastes ont ridiculisé les efforts, affirmant que les films ne pouvaient pas être rentables; les deux ont néanmoins réussi. En 2002, Lesmana a sorti Ada Apa dengan Cinta? en tant que coproducteur avec Riza. Iwan Setiawan, écrivant dans The Jakarta Post, décrit ces films comme ayant relancé la reprise de l'industrie.